# Gian Piero Gasperini
Gian Piero Gasperini (Grugliasco, 1958. január 26.) olasz labdarúgó, edző, jelenleg az AS Roma vezetőedzője.

## Pályafutása

### Játékosként
Gasperini kilencévesen csatlakozott a Juventus utánpótlás akadémiájához, a Primavera-csapat tagjaként Allievi Nazionalit nyert, többek között Paolo Rossi és Sergio Brio csapattársaként. A torinói csapatnál bajnokin nem, csak kupamérkőzésen kapott lehetőséget, így előbb kölcsönbe a Reggianához került, majd 1978-ban megvette a Palermo. A szicíliai csapattal kupadöntőt játszott, ott éppen a Juventustól szenvedtek vereséget. Ezt követően kisebb csapatokban játszott, majd 1985-ben a Pescara színeiben végre bemutatkozhatott a Seria A-ban is. Öt év után a Salernitana, majd a Vis Pesaro következett, innen vonult vissza 35 évesen, 1993-ban.

### Edzőként

#### Juventus
Visszavonulása után 1994-ben visszatért a torinóiak utánpótlás csapatához, és ezt követően évekig ő felelt a Juventus ifjúsági csapataiért, irányította a Giovanissimit (U-14-es korosztály) két évig, majd két évig az Allievit (U-17). 1998-ban ő lett a vezetőedzője a Primavera-csapatnak (U-20), amelyet öt évig irányított.

#### Crotone
2003-ban elhagyta a Juventust és az akkor harmadosztályú Crotone edzője lett. Csapatával első évében feljutott a másodosztályba, majd ott még két évig ült a kis csapat padján.

#### Genoa

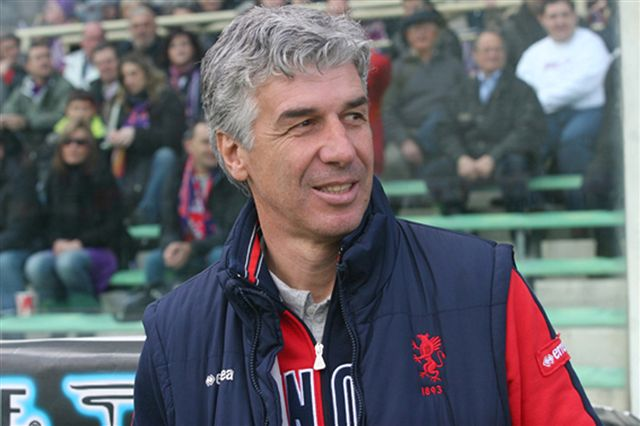
Gasperini 2008-ban a Genoa edzőjeként.

2006-ban a Genoa vezetőedzője lett és már az első két évében ért el szép eredményeket a klubbal, a 2008-2009-es szezonban a klub történetében 19 év után először a legjobb öt között végzett az élvonalban és a következő idényben indulhatott az Európa-ligában. A 3-4-3-as hadrendben játszó, többek között Diego Militót és Thiago Mottát is soraiban tudó Genoa látványos stílusban játszott, amit dicsértek egész Olaszországban. José Mourinho, aki abban az időben az Internazionale edzője volt, kijelentette, hogy Gasperini csapata ellen a legnehezebb felkészülni és játszani. Annak ellenére, hogy a csapat játékosa volt Luca Toni, Miguel Veloso és Kaha Kaladze is a 2010-11-es szezon nem kezdődött jól. az első 10 fordulóban csak 11 pontot gyújtött a Genoa, így Gasperinit november 8-án menesztették.

#### Internazionale
2011. június 24-én Massimo Moratti bejelentette, hogy a távozó Leonardo helyét Gasperini veszi át az Internazionale élén, azonban mindössze öt mérkőzés, és négy vereség után szeptember 21-én Gasperinit menesztették. Első mérkőzésén 2-1-es vereséget szenvedett az ősi rivális AC Milantól az Szuperkupáért vívott találkozón, első bajnokiján pedig a Palermo győzte le a kék-feketéket 4-3-ra. Ezt követte az AS Roma elleni döntetlen, majd két vereség a Trabzonsportól a nemzetközi porondon és bajnokin a Novarától.

#### Palermo
2012. szeptember 6-án ő lett a Palermo új vezetőedzője a távozó Giuseppe Sannino helyett. 2013. február 4-én az Atalanta elleni 2-1-es vereséget követően menesztették.
Március 11-én újra kinevezték a csapat élére.

#### Genoa
2013. szeptember 29-én visszatért a Genoa kispadjára és második időszakában három évig irányította a csapatot.

#### Atalanta
2016. június 14-én nevezték ki az Atalanta edzőjének.

#### Roma
2025. június 6-án nevezték ki a Roma edzőjének. A csapatnál az edzői pályafutását bejező Claudio Ranierit váltotta.[15]

## Sikerei, díjai

### Edzőként
Atalanta
- Olasz kupa–döntős: 2019
- Európa-liga - győztes: 2024

### Egyéni
- Gazzetta Sports-díj – Az év edzője:2017

## Edzői statisztika
2025. július 7-én lett frissítve.
| Csapat         | Nemzet   | –tól                 | –ig                  | Mérleg     | Mérleg | Mérleg | Mérleg | Mérleg |
| M              | GY       | D                    | V                    | Győzelem % |        |        |        |        |
| -------------- | -------- | -------------------- | -------------------- | ---------- | ------ | ------ | ------ | ------ |
| Crotone        | olasz    | 2003                 | 2006                 | 127        | 54     | 34     | 39     | 42.52  |
| Genoa          | olasz    | 2006                 | 2010. november 8.    | 186        | 80     | 46     | 60     | 43.01  |
| Internazionale | olasz    | 2011. június 24.     | 2011. szeptember 21. | 5          | 0      | 1      | 4      | 0      |
| Palermo        | olasz    | 2012. szeptember 16. | 2013. február 4.     | 21         | 3      | 7      | 11     | 14.29  |
| Palermo        | olasz    | 2013. február 24.    | 2013. március 11.    | 2          | 0      | 1      | 1      | 0      |
| Genoa          | olasz    | 2013. szeptember 29. | 2016. június 14.     | 110        | 40     | 28     | 42     | 36.36  |
| Atalanta       | olasz    | 2016. június 14.     | 2025. június 1.      | 438        | 228    | 101    | 109    | 52.05  |
| Roma           | olasz    | 2025. június 6.      | jelenlegi            | 0          | 0      | 0      | 0      | —      |
| összesen       | összesen | összesen             | összesen             | 686        | 308    | 168    | 210    | 44.9   |